# Vasco Costa
Vasco António Barbosa da Costa, noto semplicemente come Vasco Costa (Ponte de Lima, 8 agosto 1991), è un calciatore portoghese, attaccante del Limianos.

## Caratteristiche tecniche
È una mezzapunta.

## Carriera

### Club
Cresciuto nelle giovanili del Limianos, ha esordito il 30 maggio 2010 in un match pareggiato 1-1 contro il Maria da Fonte.

## Statistiche

### Presenze e reti nei club
Statistiche aggiornate al 7 luglio 2017.
| Stagione        | Squadra         | Campionato      | Campionato | Campionato | Coppe nazionali | Coppe nazionali | Coppe nazionali | Coppe continentali | Coppe continentali | Coppe continentali | Altre coppe | Altre coppe | Altre coppe | Totale | Totale | Totale |
| Stagione        | Squadra         | Comp            | Pres       | Reti       | Comp            | Pres            | Reti            | Comp               | Pres               | Reti               | Comp        | Pres        | Reti        | Pres   | Reti   |        |
| --------------- | --------------- | --------------- | ---------- | ---------- | --------------- | --------------- | --------------- | ------------------ | ------------------ | ------------------ | ----------- | ----------- | ----------- | ------ | ------ | ------ |
| 2009-2010       | Limianos        | TD              | 1          | 0          | TP              | 0               | 0               |                    | -                  | -                  |             | -           | -           | 1      | 0      |        |
| 2010-2011       | Limianos        | TD              | 32         | 3          | TP              | 2               | 1               |                    | -                  | -                  |             | -           | -           | 34     | 4      |        |
| 2011-2012       | Limianos        | SD              | 24         | 5          | TP              | 0               | 0               |                    | -                  | -                  |             | -           | -           | 24     | 5      |        |
| 2012-2013       | Limianos        | SD              | 30         | 3          | TP              | 3               | 1               |                    | -                  | -                  |             | -           | -           | 33     | 4      |        |
| 2013-2014       | Limianos        | 3D              | 31         | 10         | TP              | 1               | 0               |                    | -                  | -                  |             | -           | -           | 32     | 10     |        |
| Totale Limianos | Totale Limianos | Totale Limianos | 118        | 21         |                 | 6               | 2               |                    | -                  | -                  |             | -           | -           | 124    | 23     |        |
| 2014-2015       | Fafe            | 3D              | 31         | 12         | TP              | 4               | 0               |                    | -                  | -                  |             | -           | -           | 35     | 12     |        |
| 2015-2016       | Vitória Setúbal | PL              | 16         | 3          | TP+TL           | 3+1             | 0               |                    | -                  | -                  |             | -           | -           | 20     | 3      |        |
| 2016-2017       | Vitória Setúbal | PL              | 8          | 0          | TP+TL           | 2+4             | 0+1             |                    | -                  | -                  |             | -           | -           | 14     | 1      |        |
| Totale carriera | Totale carriera | Totale carriera | 173        | 36         |                 | 20              | 3               |                    | -                  | -                  |             | -           | -           | 193    | 39     |        |